# Поляхово
Поляхово (укр. Поляхова) — село в Теофипольском районе Хмельницкой области Украины.
Население по переписи 2001 года составляло 1118 человек. Почтовый индекс — 30620. Телефонный код — 3844. Занимает площадь 3,131 км². Код КОАТУУ — 6824786001.

## Местный совет
30620, Хмельницкая обл., Теофипольский р-н, с. Поляхово, ул. Бойцуна, 33